# Rampe de Laffrey
Rampe de Laffrey – odcinek francuskiej drogi krajowej N85, zwanej także drogą Napoleona (fr. Route Napoléon), łączącej Gap z Grenoble. Znajduje się pomiędzy gminami Laffrey i Vizille w departamencie Isère, około 15 kilometrów na południowy wschód od Grenoble.
Fragment ten charakteryzuje się stromizną i znany jest z licznych wypadków, m.in. w 1946 roku, 1973, 1975 i 2007. W ostatnich trzech zdarzeniach brali udział pielgrzymi powracający ze świątyni Matki Bożej z La Salette i plasują się wśród najbardziej śmiertelnych wypadków drogowych we Francji.
Trasa była również wykorzystywana w trakcie wyścigów kolarskich Tour de France i Critérium du Dauphiné.

## Opis
Zbocze rozpoczyna się w centrum miejscowości Laffrey, na wysokości 910 metrów i północnym krańcu rejonu geograficznego Matheysine, przebiegając przez obszar gminy Saint-Pierre-de-Mésage i Notre-Dame-de-Mésage. Kończy się ono w osadzie Grand-Pont, tuż przed mostem nad Romanche i granicą z Vizille. W tym miejscu droga znajduje się na wysokości 300 metrów, ponad 600 m niżej. Odcinek drogi ma długość 6,5 km i jest umiarkowanie kręty, z szerokimi zakrętami w górnej części, i relatywnie prosty w dolnej części. Średni poziom nachylenia wynosi 12% w niższej partii i między 16% a 18% w wyższej, z zakończeniem w postaci zakrętu o kącie 110° poprzedzającym most nad Romanche.
Do lat 70. odcinek ten wykorzystywano w celach testów ciężarówek Berliet, do lat 60. odbywał się na nim wyścig motocyklowy oraz użytkowano go podczas niektórych etapów wyścigu Tour de France.

## Wypadki
Zbocze było miejscem licznych wypadków drogowych. W latach 1946–2007 zginęło co najmniej 150 osób. Jest jednym z najbardziej niebezpiecznych odcinków we francuskiej sieci drogowej.
W 1946 roku autokar przewożący turystów spadł do wąwozu; śmierć poniosło 18 osób. Przy skrzyżowaniu z drogą do Saint-Pierre-de-Mésage znajduje się tablica upamiętniająca zdarzenie.
W 1956 r. holenderski autobus uległ takiemu samemu wypadkowi w tym samym miejscu, doprowadzając do śmierci 7 osób.
W 1968 r. ciężarówka wypadła z drogi, zabijając znajdujące się w niej 2 osoby.
W 1970 r. autokar z pielgrzymami, poruszający się z nadmierną prędkością, kilkukrotnie uderzał w ściany skalne przed zatrzymaniem się na poboczu. Zginęło 5 niewidomych pasażerów pochodzących z północy kraju.
W 1974 r. samochód ciężarowy bez hamulców uderzył w inny pojazd. Śmierć poniosły 4 osoby.
Wydarzyły się również 3 bardziej śmiertelne wypadki z autokarami wiozącymi pielgrzymów wracających ze świątyni Matki Bożej z La Salette – w 1973, 1975 i 2007 roku.

### Wypadek belgijskiego autokaru (18 lipca 1973)
Autokar z belgijskimi pielgrzymami na pokładzie, pochodzącymi z Braine-le-Comte, Soignies i Tubize, zjechał z drogi tuż przed ostatnim zakrętem w pobliżu mostu nad Romanche i rozbił się. W wypadku śmierć poniosły 43 osoby. Burmistrz Laffrey wyraził się krytycznie na temat tej szczególnie niebezpiecznej drogi i przypomniał, że w ciągu ostatnich 25 lat łącznie zginęło ponad 100 osób. Zdarzenie to zyskało przydomek wypadku w Vizille z powodu miejsca zdarzenia znajdującego się w bezpośrednim sąsiedztwie mostu leżącego na granicy miasta Vizille, pomimo faktycznego położenia na terenie gminy Notre-Dame-de-Mésage. Na moście zainstalowano tablicę pamiątkową.

### Wypadek francuskiego autokaru (2 kwietnia 1975)
W autokarze wiozącym pielgrzymów do Sully-sur-Loire awarii uległy hamulce. Pojazd, poruszający się z prędkością szacowaną na 120 km/h wypadł z drogi i rozbił się w pobliskim ogrodzie; zginęło 29 osób. Następstwem tej katastrofy stało się rozpoczęcie we Francji corocznych badań technicznych pojazdów ciężkich oraz elektronicznych układów hamulcowych.

### Wypadek polskiego autokaru (22 lipca 2007)

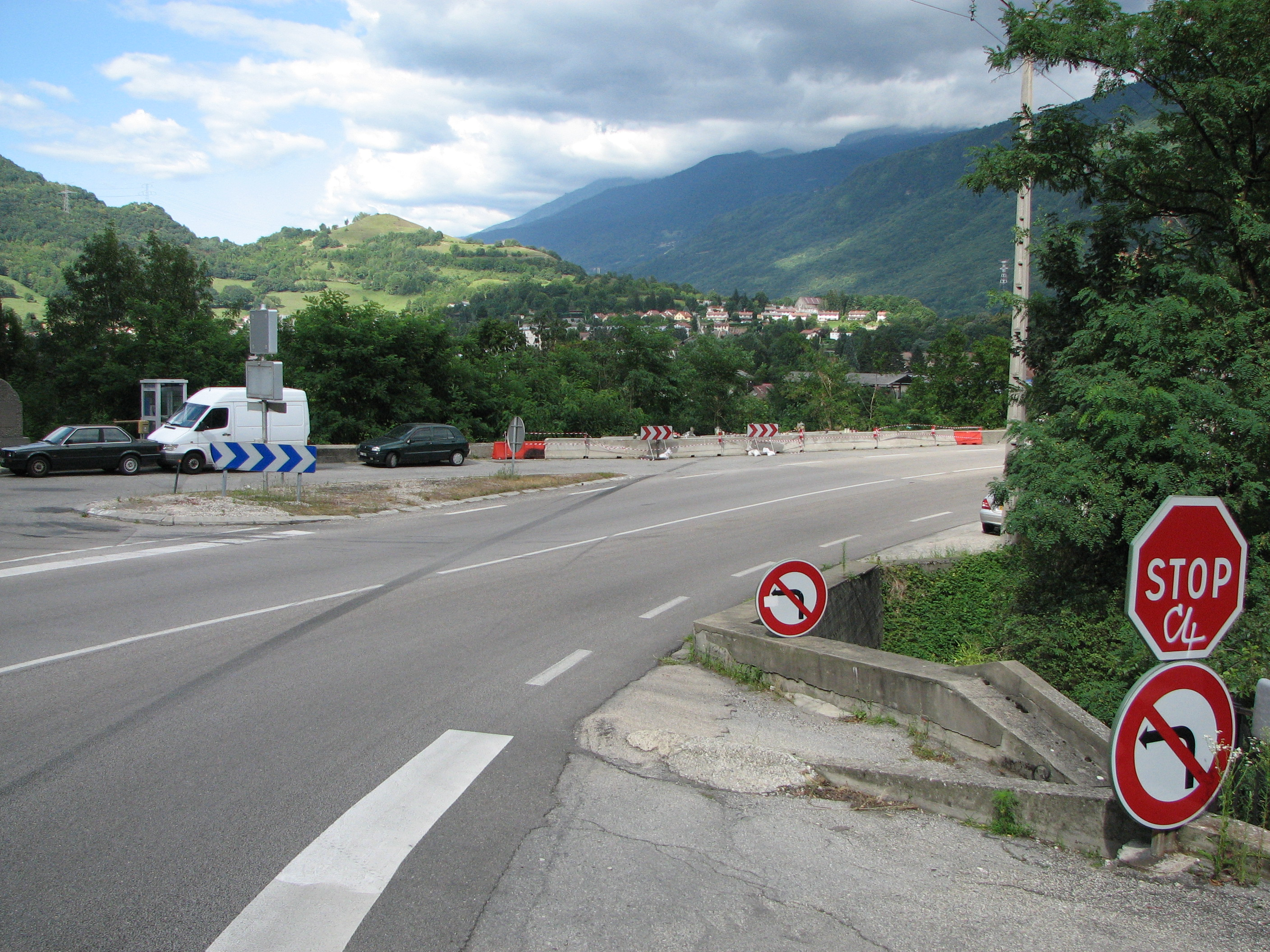
Dolna część zbocza z ostatnim zakrętem. Widoczne ślady opon polskiego autokaru i uszkodzoną zaporę betonową.

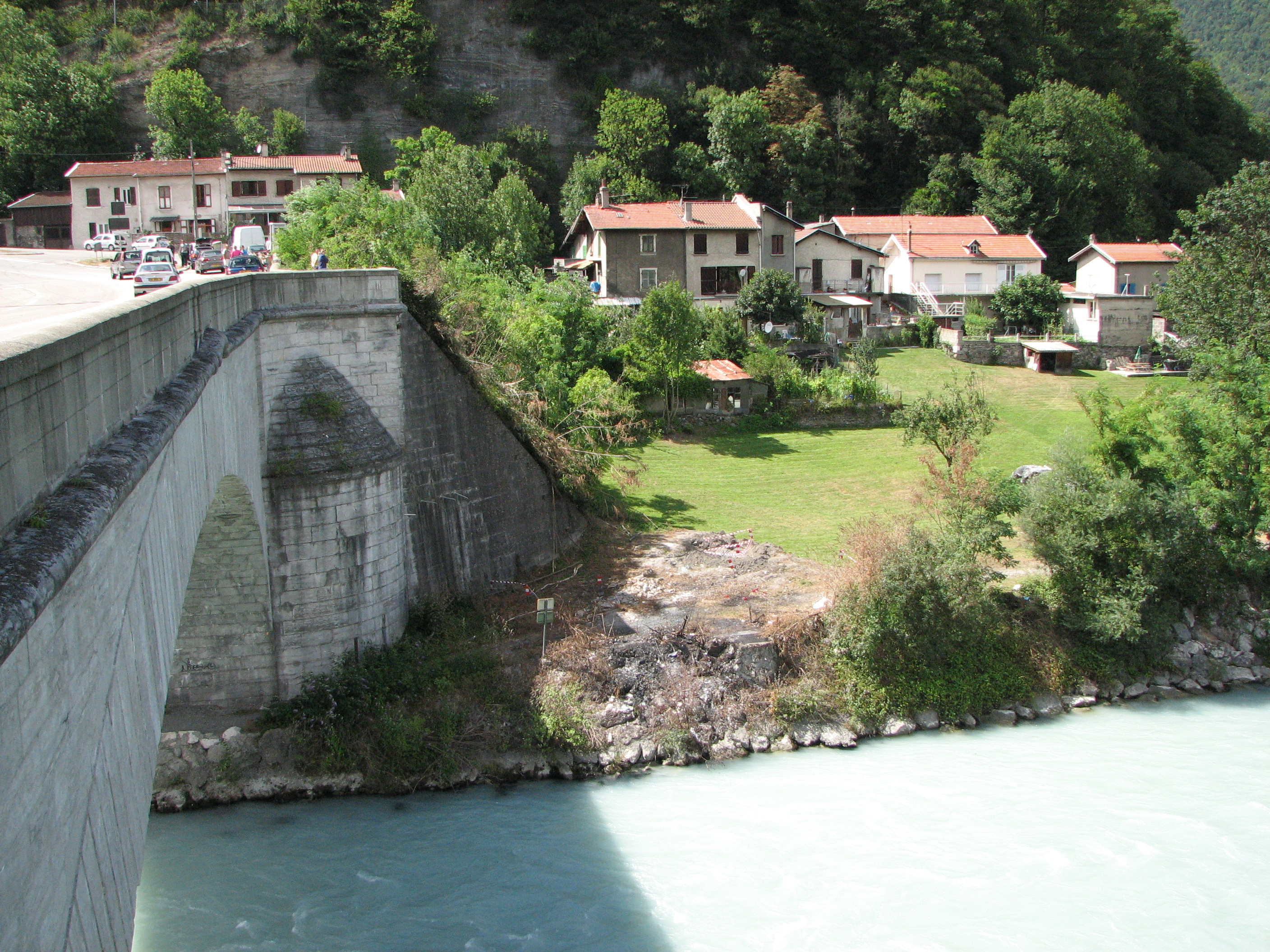
Miejsce wypadku polskiego autokaru po 8 dniach. Zdjęcie wykonano z mostu nad rzeką Romanche, po stronie Vizille.

W podobnych wobec dwóch poprzednich wypadków okolicznościach, polski autokar wiozący 45 osób doznał awarii układu hamulców w trakcie zjazdu ze szczytu zbocza. Na wysokości ostatniego zakrętu wypadł z drogi, rozbił się i uległ natychmiastowemu pożarowi. Katastrofa wydarzyła się zaledwie kilka metrów od miejsca, gdzie 34 lata wcześniej runął belgijski autokar. Do zdarzenia doszło około godziny 09:30.

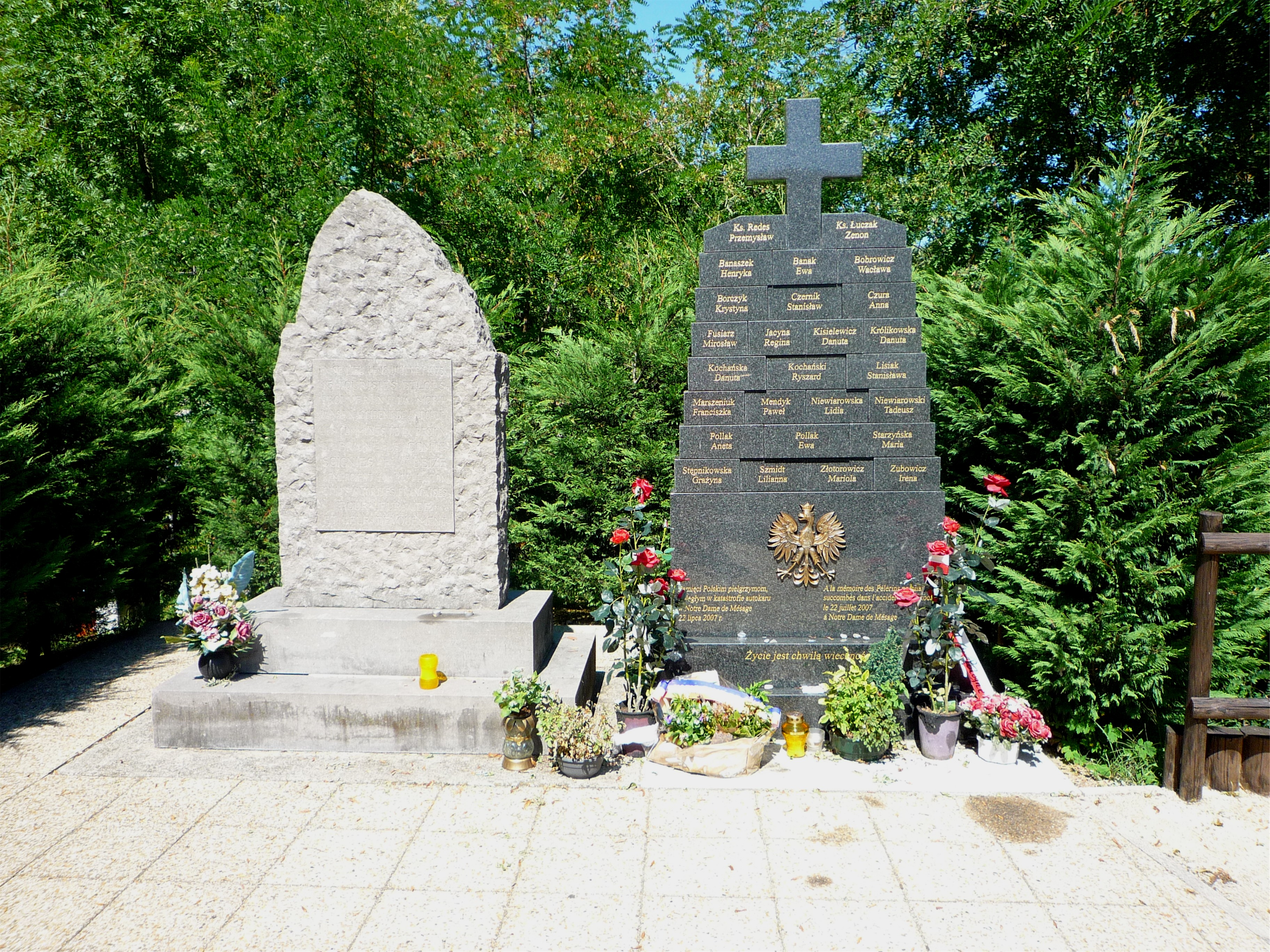
Miejsce pamięci katastrof z lat 1973 i 2007.

Według wstępnych danych z 9 sierpnia 2007 roku, 26 osób zmarło, 24 zostały ranne (z czego 9 poważnie, a 3 trafiły na oddział intensywnej terapii). Katastrofa zyskała spory rozgłos we Francji i w Polsce. Ówczesny premier Francji François Fillon i minister ekologii (odpowiadający za transport) Jean-Loius Borloo odwiedzili miejsce katastrofy. Prezydent Polski Lech Kaczyński udał się z oficjalną wizytą do Grenoble. W porcie lotniczym Grenoble-Isère oczekiwał go prezydent Nicolas Sarkozy, skąd razem udali się odwiedzić poszkodowanych.
Autokar wyjechał z Polski 10 lipca, z pielgrzymami ze Stargardu Szczecińskiego i Świnoujścia na wycieczkę po maryjnych świątyniach – rozpoczynając od świątyni Matki Bożej z Fatimy w Portugalii, następnie w Lourdes i kończąc na Świątyni Matki Bożej z La Salette w Isère. W momencie katastrofy autokar był w trakcie powrotu do Polski. W pojeździe znajdowało się 47 pielgrzymów, przewodnik i dwóch kierowców; wszyscy byli obywatelami polskimi.
Śledztwo wykazało, że autokar nie powinien przejeżdżać tym fragmentem drogi, zamkniętym dla pojazdów ciężarowych i autokarów z wyłączeniem ruch lokalnego oraz pojazdów wyposażonych w retarder. Z pierwszych przesłuchań ocalałych wynika, że kierowca prowadzący autokar (młodszy, 22-letni; posiadał uprawnienia do prowadzenia autobusów dopiero od 10 miesięcy) świadomie wybrał tę trasę, sugerując się wskazaniem najkrótszej drogi w nawigacji satelitarnej. Autokar po drodze mijał kilkanaście znaków zakazujących wjazdu autokarom. Drugi kierowca oraz przewodnik przeżyli katastrofę w ciężkim stanie.
Pojazdem biorącym udział w zdarzeniu był autokar marki Scania z 2000 roku, który – zdaniem polskiego biura podróży Orlando Travel – na 3 tygodnie przed katastrofą zaliczył badanie diagnostyczne w Niemczech bez żadnych nieprawidłowości. Oprócz standardowych hamulców tarczowych i hamowania silnikowego autokar był wyposażony w hydrauliczny retarder, pozwalający na zmniejszenie prędkości w czasie jazdy po stromych zboczach i odciążenie układu hamulcowego.
Analiza biegłych wykazała zły stan techniczny tarcz i klocków hamulcowych oraz ograniczoną możliwość wykorzystania retardera z powodu braku oleju hydraulicznego (1,5 litra).
Zdaniem motocyklistów jadących za autokarem bardzo często świeciły się światła hamowania. Można wysunąć wniosek, że w pojeździe intensywnie wykorzystywano hamulce, co doprowadziło do ich przegrzania i spadku skuteczności. Zeznali oni także o iskrach wydobywających się spod autokaru, co mogło potwierdzić przegrzanie się hamulców.
Z zeznań innej ocalałej osoby wynika, że kierowca stwierdził zanik hamulców. Wspomniała również o „pęknięciu czegoś z przodu autokaru” na chwilę przed okrzykiem kierowcy.
Raport komisji śledczej do spraw badania wypadków lądowych (fr. Bureau d'Enquêtes sur les Accidents de Transport Terrestre (BEA-TT)) został opublikowany w marcu 2009. W dokumencie jako bezpośrednie przyczyny katastrofy wskazano stan techniczny układu hamulcowego autokaru oraz błędy po stronie kierowcy – przejazd odcinkiem drogi zamkniętym dla autobusów i jazda ze zbyt dużą prędkością.
Do pozostałych czynników, które mogły mieć wpływ na kształtowanie się wypadku mogły należeć: brak odpowiedniej formy komunikatu ostrzegawczego związanego z awarią hamulców i retardera, który mógłby umożliwić kierowcy bezpieczne zatrzymanie się przed całkowitym uszkodzeniem układu; użytkowanie „klasycznego” oprogramowania nawigacji (nie ustawione na tryb dla pojazdów ciężarowych); brak urządzeń awaryjnych w ciągu zbocza, które mogłyby znacznie zmniejszyć rozmiar katastrofy. Oprogramowanie nawigacji satelitarnej przedstawiało mapę dla samochodów osobowych, wobec których nie obowiązują ograniczenia przypisywane do pojazdów ciężkich; dlatego wytyczyło trasę przez zbocze Laffrey, zabronione dla ciężarówek i autobusów. Poruszając się po obcym terenie kierowca całkowicie zawierzył nawigacji, nie zwracając uwagi na stojące przy drodze oznakowanie regulujące przejazd autobusów.
Analiza przyczyn i czynników doprowadzających do katastrofy skłoniła BEA-TT do wydania rekomendacji dotyczących sygnalizacji oraz kontroli systemów, szkoleń i świadomości kierowców ciężkich samochodów wobec stromych odcinków dróg, pojazdów, alertów w przypadkach awarii systemów hamowania, „nawigacji GPS” przeznaczonej lub skonfigurowanej do przejazdu autobusu lub ciężarówki (która ma dane o ograniczeniach dla tych pojazdów) oraz rozwoju infrastruktury awaryjnej.
8 października 2007 roku podczas uroczystości w ambasadzie Polski w Paryżu Prezydent Rzeczypospolitej Lech Kaczyński nadał odznaczenia 23 osobom biorącym udział w akcji ratowniczej.

### Regulacje i oznakowanie do lipca 2007
W następstwie wypadków z lat 70. zbocze było przedmiotem prac, nastawionych głównie na lekkie pojazdy; wdrożenie ułatwień dla ciężkich pojazdów czy autobusów okazało się trudne i kosztowne. W wyższej części stromizny, w niektórych miejscach, wprowadzono przekrój trójpasowy (2+1) ułatwiający wyprzedzanie. Zbocze Laffrey objęto surowym zakazem, informowanym przez liczne oznakowanie, obejmującym pojazdy cięższe niż 8 ton i autobusy z wyłączeniem upoważnionych przez prefektury. Dopuszczono jedynie ruch lokalny i kursujący na regularnych liniach oraz pojazdy wyposażone w zwalniacz. Autobusy i ciężarówki jadące drogą N85 muszą opuścić ją w miejscowości La Mure i skierować się na drogę departamentalną D529, biegnącą do Grenoble na zachód od masywu Conest. Wciąż jednak występują naruszenia zakazu.
Dawniej na szczycie zbocza występowała ostrzegawcza tablica z czaszką wyposażona w mrugające sygnały świetlne. Została jednak usunięta z powodu niezgodności z europejskimi znakami drogowymi i dlatego, że nie była poprawna politycznie.

### Uporządkowanie drogi po wypadku z 22 lipca 2007
25 lipca 2007 roku, na konferencji prasowej premier Francji François Fillon zapowiedział realizację przedsięwzięć mających na celu powstrzymanie nieautoryzowanych autobusów i samochodów ciężarowych przed wjazdem na zbocze. Do końca września planowano instalację specjalnych paneli z urządzeniami świetlnymi, bramownic ograniczających wysokość (zbyt wysoki samochód uderzy w konstrukcję) oraz specjalnych szlabanów odblokowywanych kartą magnetyczną wydawaną wyłącznie dla uprawnionych podmiotów.
W miejscu znaków zakazu zainstalowano urządzenia sygnalizacyjne i oznakowanie kierujące niedozwolone pojazdy ciężarowe na drogę objazdową. 17 lipca 2008 w Les Renardières, 800 m od punktu początkowego stromizny, oddano do użytku system bramownic. Obecnie przejazd odcinkiem drogi N85 jest dozwolony dla samochodów o wysokości nie przekraczającej 2,6 m. Oprócz tego, zakazano wjazdu pojazdom cięższym niż 7,5 t oraz publicznego transportu zbiorowego mogących przewieźć więcej niż 10 osób, z kierowcą włącznie (zakaz nie obejmuje określonych przez prefektury podmiotów).

## Sport

### Kolarstwo

#### Tour de France
Po zboczu Laffrey odbyło się łącznie 21 przejazdów w ramach Tour de France. Trasa była zaliczana do I i II kategorii. Poniżej znajduje się lista zawodników, którzy jako pierwsi pokonali ten odcinek:

| Rok  | Etap | Kategoria | Zawodnik                        |
| ---- | ---- | --------- | ------------------------------- |
| 1905 | 4    |           | Julien Maitron                  |
| 1906 | 5    |           | René Pottier                    |
| 1907 | 6    |           | Émile Georget                   |
| 1908 | 6    |           | André Pottier                   |
| 1909 | 6    |           | François Faber Gustave Garrigou |
| 1910 | 6    |           | Émile Georget                   |
| 1911 |      |           | Paul Duboc Louis Heusghem       |
| 1912 |      |           | Odiel Defraye                   |
| 1933 |      |           | Francesco Camusso               |
| 1934 |      |           | Vicente Trueba                  |
| 1935 | 8    |           | Gabriel Ruozzi                  |
| 1936 |      |           | Julian Berrendero               |
| 1937 |      |           | Gino Bartali                    |
| 1951 | 21   | II        | Gino Bartali                    |
| 1954 | 18   | II        | Federico Bahamontes             |
| 1970 | 13   | II        | Andres Gandarias                |
| 1971 | 11   | II        | Joaquim Agostinho               |
| 1984 | 17   | I         | Luis Herrera                    |
| 1987 | 20   | I         | Federico Echave                 |
| 1989 | 18   | II        | Laurent Biondi                  |
| 2010 | 10   | I         | Mario Aerts                     |

#### Critérium du Dauphiné
Edycja z 2010 roku oraz 5 etap edycji z 2014 roku między Sisteron a La Mure odbywały się na rampe de Laffrey.

### Automobilizm i motocyklizm
Od 1901 roku odbywały się zawody w podjeździe na szczyt wzniesienia – samochodowe do 1952 roku i motocyklowe do 1964.